# Champagner

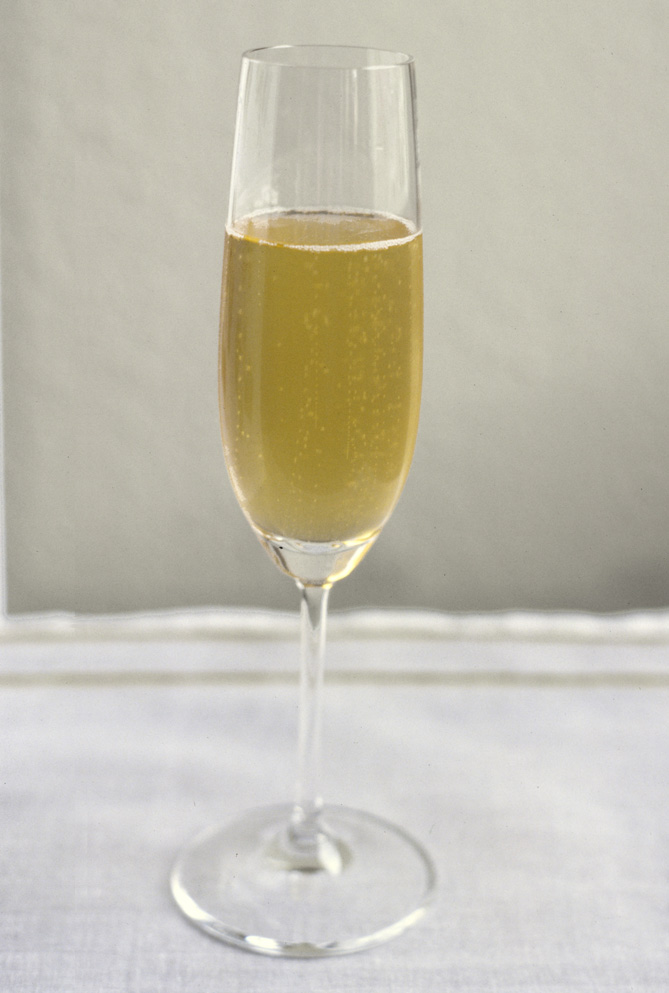
Glas einer Cuvée Réserve mit „Perlenkranz“ am Glasrand. Gute Champagnerqualitäten besitzen eine feine, lang anhaltende Perlage.

Der Champagner (französisch le champagne) ist ein Schaumwein, der aus Trauben hergestellt wird, die nach streng festgelegten Regeln in dem Weinbaugebiet Champagne (frz. la Champagne) in Frankreich gelesen werden. Er gilt in vielen Teilen der Welt als das festlichste aller Getränke. Die im Wein gelöste Kohlensäure (→ Kohlendioxid) entsteht bei einer zweiten Gärung in der Flasche (méthode traditionnelle oder méthode champenoise). Champagner genießt den Status einer Appellation d’Origine Protegée, auch wenn dies nicht auf dem Etikett vermerkt wird. Der Name der AOC lautet gemäß Kapitel 1, Nr. I des als Anhang zum Décret n° 2010-1441 du 22 novembre 2010 relatif à l'appellation d'origine contrôlée „Champagne“ veröffentlichten Pflichtenhefts schlicht „Champagne“.

## Abgrenzung zu Sekt
Die französische Bezeichnung „Champagne“ ist seit dem 29. Juni 1936 in Frankreich als Appellation d’Origine Contrôlée durch die INAO geschützt. Andere Schaumweine müssen nach deutschem Lebensmittelrecht, je nach Herstellung und Herkunftsland, als Sekt bezeichnet werden. Durch Flaschengärung hergestellte Schaumweine heißen in Frankreich und in Luxemburg Vin Mousseux oder Crémant, in Spanien Cava, in Italien Spumante Metodo Classico, in Deutschland Winzersekt und in Österreich Hauersekt, sofern die Grundweine aus einem einzigen Winzerbetrieb stammen und von diesem selbst oder in einer Erzeugergemeinschaft hergestellt worden sind.
In der früheren Sowjetunion wurde jeder Schaumwein als „Schampanskoje“ bezeichnet. Obwohl schon seit vielen Jahren russischer oder ukrainischer Schaumwein als „Igristoje“ (igristoje wino = „Schaumwein“) gehandelt wird, ist das ursprüngliche Wort immer noch weit verbreitet.
Champagner unterliegt Herstellungsvorschriften, deren Einhaltung durch unabhängige Stellen kontrolliert wird. Hierzu zählen:
| - streng abgegrenztes Anbaugebiet - Anbauvorschriften wie Pflanzdichte - Ertragsbeschränkung - obligatorische Handlese | - schonende, sofortige Pressung - Flaschengärung - Mindestlagerzeit auf der Hefe - Verbot des Transvasierverfahrens |

## Herstellung von Champagner

### Anbaugebiet

Das Anbaugebiet der Champagnertrauben im Norden Frankreichs

Das Gebiet, in dem Trauben für den Champagner angebaut werden dürfen, wurde am 22. Juli 1927 festgelegt. Es umfasst rd. 33.500 Hektar Fläche, die inzwischen fast vollständig bestockt ist. Eine Ausweitung wurde inzwischen beschlossen. Aufgrund seiner Ausdehnung von rund 150 km ist das Gebiet nicht homogen. In den Terroirs sind nicht nur die Mikroklimate, sondern auch die Bodentypen unterschiedlich. Es wird daher in verschiedene Weinbauregionen eingeteilt, deren wichtigste Montagne de Reims, Vallée de la Marne, Côte des Blancs und Côte des Bar sind. Details siehe unter Champagne (Weinbaugebiet).

### Rebsorten
Zugelassen sind ausschließlich die Hauptrebsorten Arbane B (B = Blanc, d. h. für die Produktion von weißem Grundwein), Chardonnay B, Meunier N (N = Noir, d. h. für die Produktion von rotem Grundwein), Petit meslier B, Pinot blanc B, Pinot gris G, Pinot noir N, Kapitel 1 Nr. V des Pflichtenhefts. Als Rebsorte im Versuchsweinbau wegen der Auswirkungen des Klimawandels (cépage d’intérêt à fin d’adaptation, VIFA) ist die pilzwiderstandsfähige Neuzüchtung Voltis B mit Einschränkungen seit 2022 für zehn Jahre zugelassen. Für Champagner werden nahezu ausschließlich drei Rebsorten verwendet: Pinot Noir (Spätburgunder) und Pinot Meunier (Müllerrebe oder Schwarzriesling, in der Champagne nur noch Meunier genannt) sowie die weiße Rebsorte Chardonnay. Zugelassen, seit der Reblauskrise fast verschwunden, aber mittlerweile wieder verstärkt im Anbau sind die Sorten Arbane, Petit Meslier sowie Pinot Gris Vrai (Grauburgunder) und Pinot Blanc (Weißburgunder), der sich besonders in Celles-sur-Ource (Aube) hält. Die Mischung der Sorten bestimmt den Charakter des jeweiligen Champagners. In einem Teil der Champagne, der Côte des Blancs, werden vorzugsweise sortenreine Blanc de Blancs ais Chardonnay-Cuvées hergestellt. Pinot Noir macht 38,4 % der Rebfläche der Champagne aus, Pinot Meunier 33,3 % und Chardonnay 28,3 %. Pinot Noir gibt dem Wein die Fülle, Chardonnay die Finesse, Meunier die Fruchtigkeit. Auch der Begriff Blanc de Noirs für weißen Wein aus dunklen Trauben wurde ursprünglich in der Champagne geprägt. Blanc-de-Noirs-Champagner stammen im Gegensatz zu den Blanc de Blancs der Côte des Blancs nicht schwerpunktmäßig aus einer bestimmten Gegend, finden sich aber verstärkt dort, wo überwiegend Pinot Noir oder Meunier angebaut wird, also in der (Grande) Vallée de la Marne und in der Côte des Bar.

### Anbau, Lese und Pressung
Für Anbau der Trauben und Herstellung von Champagner gelten strenge Qualitätsmaßstäbe. Die Pflanzdichte ist mit 7.000 bis 8.000 Rebstöcken je Hektar wesentlich dichter als in den meisten anderen Weinbaugebieten. Der Höchstertrag ist in jedem Falle auf 15.500 kg Trauben je Hektar begrenzt. In schwierigen Jahren kann er deutlich darunter festgesetzt werden. Die Lese muss von Hand erfolgen, damit die Trauben unversehrt bleiben. Gelesen wird in die Mannequins, das sind Körbe oder Kleinbehälter, die im Gegensatz zu den deutschen Traubenbütten nicht für die Rückhaltung von Saft gebaut sind. Die Trauben der roten Grundweinsorten Pinot Noir und Pinot Meunier werden schnell abgepresst, damit möglichst wenig rote Farbstoffe in den Grundwein gelangen. Eine Maischegärung zur Gewinnung von Rosé-Champagnern ist die Ausnahme. In der Regel wird in diesem Falle dem weißen Grundwein 10–20 % roter zugesetzt.
Seit 1983 müssen 160 kg Traubengut für die Gewinnung von 102 Liter Most verwendet werden; bis dahin waren es nur 150 kg. Aber nur die auch Cuvée genannten ersten 82 Liter sind qualitativ wirklich hochwertig. Der Rest, der noch zweimal gepresst und als Première und Deuxième Taille bezeichnet wird, ist weniger gut, da durch das Pressen mehr Bitterstoffe in den Most gelangen. Beste Champagner werden daher nur aus der Cuvée hergestellt, während die Tailles bei den Standardqualitäten mitverwendet werden. Aufgrund der Verluste beim Weinausbau sowie beim Dégorgieren erhält man insgesamt zirka 100 L Champagner, also 133 Flaschen à 0,75 L.

### Assemblage (Zusammenstellung)
Zunächst wird aus dem Most durch alkoholische Gärung der Grundwein hergestellt. Ein Teil der Erzeuger lässt anschließend eine malolaktische Gärung, also einen biologischen Säureabbau zu. Ist dieser Prozess abgeschlossen, kann der Grundwein für die Flaschengärung zusammengestellt werden.
Etwa 80 % aller Champagner werden aus Grundweinen verschiedener Jahrgänge zu einer Assemblage verschnitten und kommen ohne Jahrgangsangabe auf den Markt (BSA = brut sans année). Diese Assemblage ist ein wichtiger Teil der Champagnerherstellung. Bis zu hundert verschiedene Weine können für einen Champagner vereinigt werden. Der Grundwein eines typischen jahrgangslosen Champagners besteht zu rund 70 % aus dem aktuellen Jahrgang. Der Rest sind ältere Jahrgänge, die sogenannten Reserveweine. Mithilfe der Reserveweine ist es den Champagnerhäusern möglich, jedes Jahr einen gleichwertigen und beinahe gleich schmeckenden Champagner zu erzeugen. Heute gibt es etwa 20.000 Champagner-Produkte.

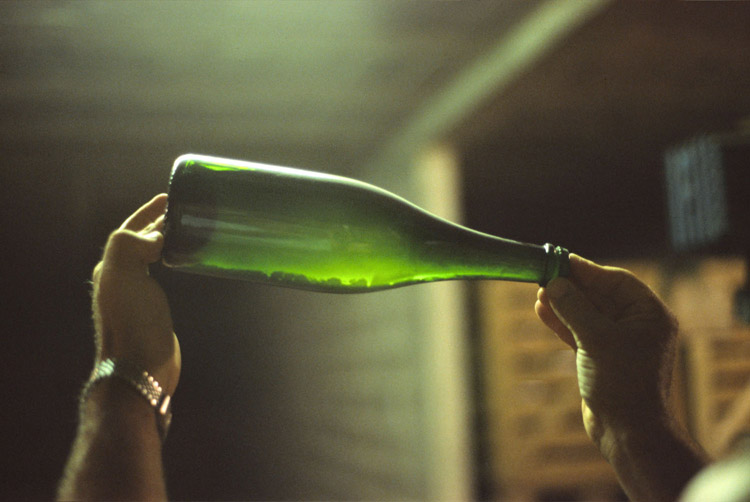
Eine Flasche Champagner vor dem Degorgieren, der Bodensatz ist deutlich zu erkennen

### Flaschengärung
Um die zweite Gärung zu ermöglichen, müssen dem Wein Rohr- oder Rübenzucker und etwas Hefe, Liqueur de tirage (= Fülldosage) genannt, zugegeben werden. Die Flaschen werden dann meist mit einem Kronkorken verschlossen, der innen eine Plastikkapsel (Bidule) trägt, die zum Auffangen des Depots, also des Bodensatzes, der sich bei längerer Lagerung in der Flasche bildet, dient. Die Zweitgärung findet üblicherweise zwischen März und Mai des auf die Lese folgenden Jahres statt und dauert ungefähr drei Wochen. Der Alkoholgehalt des Champagners steigt dann um rund 1,2 Volumenprozent gegenüber dem Grundwein. Nur in der Champagne darf dieses Verfahren „méthode champenoise“ genannt werden.
Der Champagner verbessert sich nach abgeschlossener Gärung auf der Hefe und kann über viele Jahre gelagert werden. Die abgestorbene Hefe vollzieht einen enzymatischen Zersetzungsprozess (Autolyse), der dem Champagner seine Aromen verleiht. Ferner sorgt die Autolyse für eine feine Lösung der Kohlensäure im Wein, die später im Glas für die feine, lang anhaltende Perlage sorgt. Vorgeschrieben sind mindestens 15 Monate Reifezeit sur lattes („auf Latten“) für jahrgangslose und drei Jahre für Jahrgangs-Champagner. 

### Rütteln

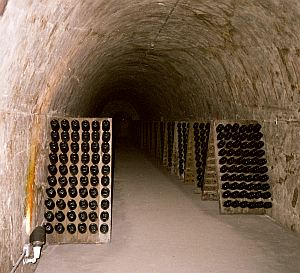
Rüttelpult

Vor dem Versand muss die Hefe aus der Flasche entfernt werden. Dazu werden die Flaschen zunächst gewaschen und die abgelagerte Hefe von der Flaschenwand entfernt. Die vorbereiteten Flaschen werden in pupitres de remuage (Rüttelpulte) aufgesteckt, oder in Gyropaletten gelegt. Am ersten Tag liegen die Flaschen fast waagerecht, leicht zum Kronkorken hin geneigt. Über einen Zeitraum von 21 Tagen werden die Flaschen dann gerüttelt. Dabei werden sie in den ersten zwei Wochen im gleichen Winkel belassen, aber täglich um eine zehntel Umdrehung gedreht. Ein erfahrener Rüttler, der „remueur“, schafft täglich etwa 40.000 bis 50.000 Flaschen.
In der letzten Woche werden sie dann Tag für Tag immer weiter auf den Kopf gestellt. Handgerüttelt wird heute nur noch selten, bei Moët & Chandon zum Beispiel nur 9 Millionen von jährlich insgesamt etwa 35 Millionen Flaschen. Vielmehr übernehmen meistens Roboter das maschinengesteuerte Rütteln. Mehrere Dutzend Flaschen werden dafür auf Kopfstoß in große würfelförmige Drahtkäfige (gyropalettes) sortiert, die elektrisch angetrieben und elektronisch gesteuert werden. Der Vorgang wird als remuage mécanique bezeichnet. Die Ergebnisse sind bei Handarbeit und mechanischer Rüttelung gleichwertig. Wenn die Flaschen senkrecht stehen, hat sich die Hefe im Flaschenhals gesammelt.

### Degorgieren (Abschlämmen)
Um die abgesetzte Hefe aus der Flasche zu bekommen, wird der Flaschenhals heutzutage durch eine Kühlsole (Eisbad) geführt, so dass die Hefe als Pfropfen gefriert. Dann wird der Kronkorken geöffnet und der Eispfropfen schießt durch den Überdruck aus der Flasche. Früher wurde der abgesetzte Hefepfropfen ohne Einfrieren aus der Flasche entfernt (dégorgement à la volée = Degorgieren im Flug). Diese Methode wird heute kaum noch angewandt, da sie besonders ausgebildetes Personal erfordert und größere Verluste verursacht als die moderne Methode.
Ein Umfüllen in andere Flaschengrößen darf nur für Flaschengrößen unterhalb der Halben (also bis 0,375 L), und oberhalb der Jeroboam oder Doppelmagnum (also ab 3,0 L) angewendet werden. Ebenfalls ist, mit Ausnahme von Jahrgangschampagner, nach der zweiten Gärung ein Umfüllen in halbe Flaschen (also von 0,375 L) erlaubt, und zwar jährlich für bis zu 20 % der im vorherigen Kalenderjahr produzierten Menge an halben Flaschen.

### Dosage
Bevor die Flaschen mit einem Champagner-Korken endgültig verschlossen werden, muss der Flüssigkeitsverlust durch Auffüllen ausgeglichen werden. Hierbei wird die Versanddosage zugeführt. Diese Dosage ist ein Geheimnis der Champagnerhersteller. Sie gibt dem Champagner eine prägende Note und bestimmt vor allem die Geschmacksrichtung von extrem trocken bis hin zu süß. Die Dosage kann z. B. aus Süßweinen oder auch aus Süßreserve des Champagnergrundweins bestehen. In der Regel wird auch Zuckerlösung zugesetzt. Bei einigen Häusern ist es bis heute üblich, einen Esprit de Cognac zu verwenden, dadurch wird vor allem bei sehr süßen Champagnern der sonst eintretende Alkoholverlust ausgeglichen. Zur Dosage süßer Champagner muss Flüssigkeit aus der Flasche entfernt werden. In den Geschmacksrichtungen sind folgende Abstufungen üblich:
- Ultra Brut, Brut Nature oder Brut integral, non dosé oder zero dosage:  keine Dosage, 0 bis 3 g/L Restzucker
- Extra Brut:  Dosage mit 0 bis 6 g/L Restzucker
- Brut: Dosage mit 0 bis 12 g/L Restzucker
- Extra Sec oder Extra Dry:  Dosage mit 12 bis 17 g/L Restzucker
- Sec:  Dosage mit 17 bis 32 g/L Restzucker
- Demi Sec:  Dosage mit 32 bis 50 g/L Restzucker
- Doux:  Dosage mit mehr als 50 g/L Restzucker (selten bei Champagnern)

Außer Champagner werden auch viele internationale Schaumweine nach dieser Methode hergestellt.

## Champagner in der Flasche
Für Schaumweine wie Champagner muss die Flasche besondere Bedingungen erfüllen, da sie dem bei der zweiten Gärung entstehenden Druck standhalten muss. Praktisch alle Champagnerflaschen haben im Boden eine konische Vertiefung, die die Druckbeständigkeit der Flasche verbessert. Die einzige Ausnahme mit flachem Boden ist die klare Flasche von Roederer Cristal, deren Boden dafür besonders dick ist.
Champagnerflaschen lassen sich mit einem Champagnersäbel öffnen, dieser Vorgang wird auch als Sabrieren bezeichnet. Seit dem Ende des 19. Jahrhunderts sind Sektflaschenöffner erhältlich.

### Flaschengrößen

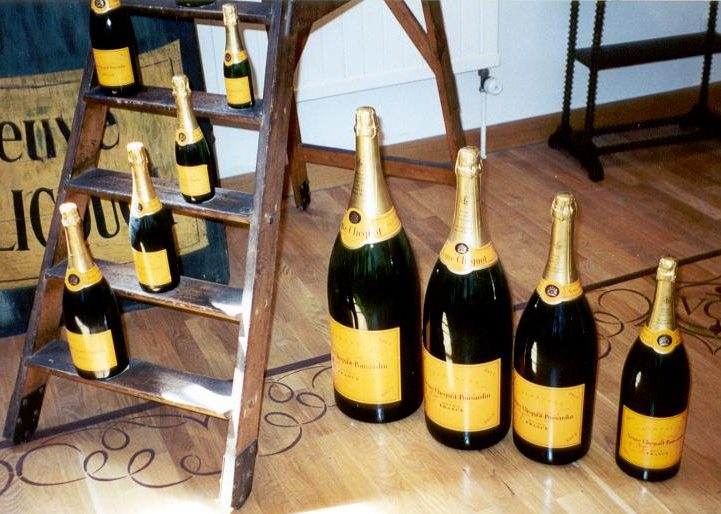
Die verschiedenen Größen im Vergleich (von links): Auf der Leiter: Magnum, Bouteille, Demi, Piccolo. Auf dem Boden: Balthazar, Salmanazar, Methusalem, Jeroboam

Champagner wird in verschiedenen Flaschengrößen angeboten. Die Standardgröße ist die 0,75 l oder 1/1-Flasche. Für die anderen Flaschengrößen haben sich eigene Bezeichnungen etabliert, darunter oft biblische Namen.
Piccolo ist die Bezeichnung für Sektflaschen mit 0,2 Liter. Diese Flaschengröße war bereits um 1900 verbreitet und diente vor allem zur Vermarktung der über Apotheken und Spitäler vermarkteten Medicinal-Sects. Seit 1935 ist die Wort-Bild-Marke Piccolo rsp. Pikkolo von den Firmen Kessler Sekt und Henkell & Co. Sektkellerei KG als Warenzeichen geschützt.
| Normalgröße | Liter  | Bezeichnung |
| ----------- | ------ | --- |
| 1⁄4         | 00,2   | Quart/Piccolo (für viertelvoll bzw. italienisch „Kleiner“)                                                       |
| 1⁄2         | 00,375 | Demi/Fillette (französisch für halbvoll bzw. „Töchterchen“)                                                      |
| 1⁄1         | 00,75  | Bouteille (französisch für „Flasche“)                                                                            |
| 2           | 01,5   | Magnum (lateinisch für „das Große“)                                                                              |
| 4           | 03     | Jeroboam (nach dem biblischen ersten König von Israel); auch Doppelmagnum genannt                                |
| 6           | 04,5   | Rehoboam (nach dem biblischen ersten König von Juda) genannt                                                     |
| 8           | 06     | Methusalem (nach dem ältestem Menschen in der Bibel), auch Impériale (französisch für „die Kaiserliche“) genannt |
| 12          | 09     | Salmanazar (nach einem biblischen König des Assyrerreiches) genannt                                              |
| 16          | 12     | Balthazar (nach einem der Drei Weisen aus dem Morgenland) genannt                                                |
| 20          | 15     | Nebukadnezar (nach dem biblischen König des Babylonischen Reiches), auch Nabuchodonosor genannt                  |
| 24          | 18     | Melchior (nach einem der Drei Weisen) bzw. Goliath (nach dem biblischen Riesen Goliat) genannt                   |
| 35          | 26,25  | Souverain oder Sovereign genannt                                                                                 |
| 36          | 27     | Primat (lateinisch für „der Erste“) genannt                                                                      |
| 40          | 30     | Melchisedech (biblischer Priesterkönig von Jerusalem), auch Midas (mythischer König von Phrygien) genannt        |

Die Herstellung von Flaschen jenseits der Jeroboam ist aufwändig und daher teuer. Dementsprechend sind Champagner in solchen Flaschengrößen nur selten erhältlich. Eine Primat-Flasche – und seit 2002 auch die Melchisedech-Flasche – wird nur vom Hause Drappier angeboten; der vom Haus Cattier hergestellte Champagner Armand de Brignac wird seit 2011 ebenfalls in einer 30 Liter fassenden Flasche angeboten, die den Namen Midas trägt und nur auf Anfrage hergestellt wird; das Haus Taittinger ließ 1987 einmalig acht Sovereign-Flaschen mit je 26,25 Liter Fassungsvermögen herstellen und eine davon abfüllen. Diese wurde exklusiv zur Schiffstaufe des Kreuzfahrtschiffs Sovereign of the Seas verwendet.
Die Flaschengröße hat einen spürbaren Einfluss auf die geschmackliche Qualität des Inhaltes. Die gleiche Cuvée schmeckt aus der Magnumflasche in der Regel deutlich harmonischer als aus der 1⁄1-Flasche und reift auch besser. Noch größere Formate bieten hingegen keinen Vorteil mehr, zumal der Inhalt nicht unbedingt in derselben Flasche vergoren wurde.

### Champagnerkorken

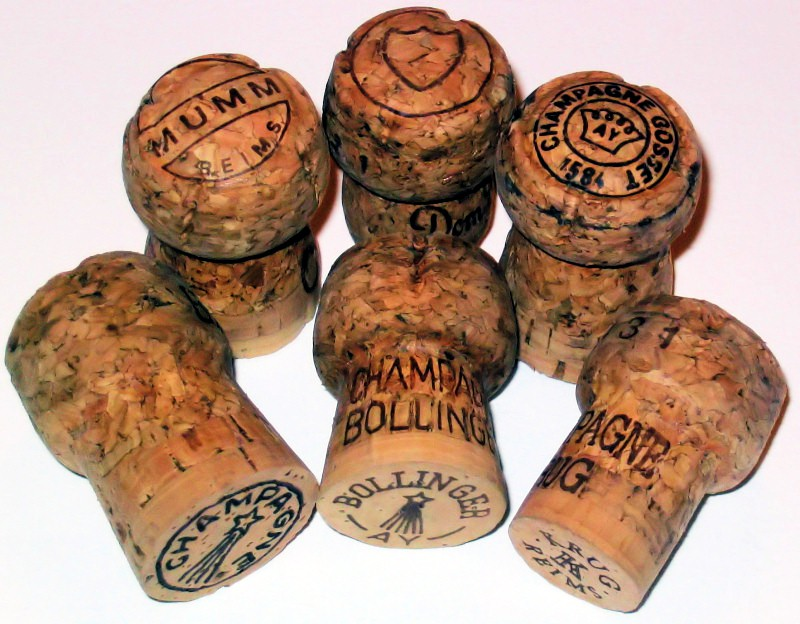
Champagnerkorken

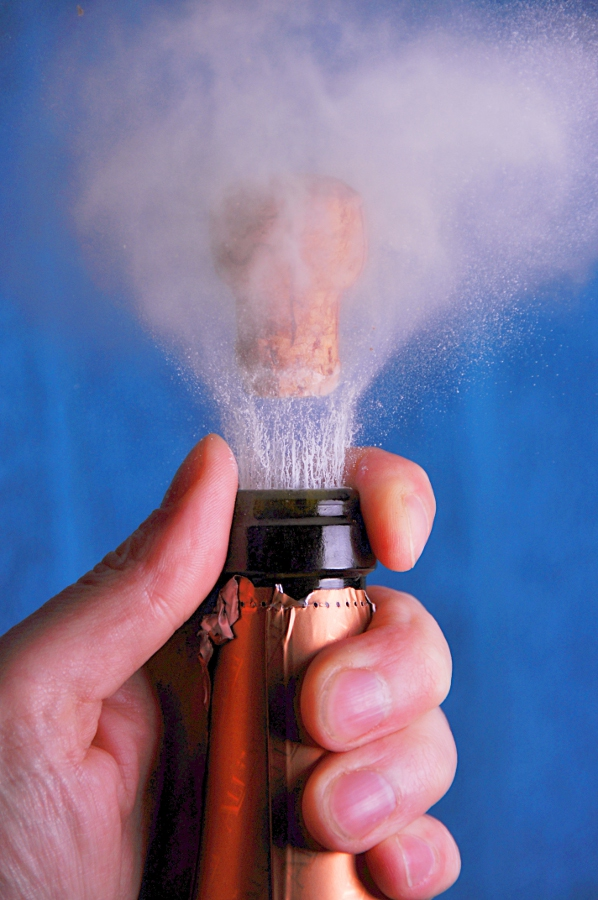
Hochgeschwindigkeitsaufnahme des Entkorkens

Der Korken einer Champagnerflasche hat, wie bei allen Korken, ursprünglich eine längliche zylindrische Form. Die bekannte Pilzform mit konischem Fuß entsteht erst später. Der Korken wird stark komprimiert und nur zu etwa zwei Drittel seiner Länge in den Flaschenhals eingebracht und mit einer Muselet (Drahtgeflecht) oder Agraffe (Metallbügel) am Flaschenhals gesichert. Der Korken passt sich dem Flaschenhals an und verliert während der Lagerung seine Elastizität. Nur der untere Teil des Korkens, der mit der Flüssigkeit in Berührung kommt, behält noch länger seine ursprüngliche Elastizität. Daher weitet sich der untere Teil des Korkens nach dem Öffnen der Flasche bis auf seinen ursprünglichen Durchmesser, während das obere Fußstück aufgrund seiner Sprödigkeit den Durchmesser des Flaschenhalses behält. Die Rückstellkraft dieses Pilzes wird umso kleiner, je länger der Korken in der Flasche war.
Aus Kostengründen ist der Champagnerkorken zweigeteilt. Während der obere Teil des Korkens (der Kopf) aus Presskorken besteht, werden unten zwei Scheiben aus Naturkorken angeklebt. Dieser Teil steht in unmittelbarem Kontakt zum Schaumwein. Nach dem Verkleben wird der Korken geschliffen. Nach einer Qualitätsselektion wird die Oberfläche häufig mit Paraffin versiegelt. Diese Versiegelung erhöht die Dichtheit des Korkens und erleichtert den Vorgang des Verkorkens. Damit der Korken trotz des hohen Drucks in der Flasche bleibt, wird er durch Muselet (Drahtgeflecht) oder eine Agraffe (Metallbügel) und einen Champagnerdeckel gehalten.
Bei den größeren Flaschenformaten bestehen die Korken vollständig aus Naturkork, jedoch gibt es auch hier verschieden miteinander verklebte Schichten von unterschiedlicher Korkqualität. Meist sind unten zwei bis drei Scheiben von guter Qualität, worauf ein großes Stück von geringerer Qualität folgt, das den Hauptteil des Korkens ausmacht. Oft wird dann oben auf den Korken noch eine Scheibe von guter Qualität aufgesetzt, auf die auch der Name des Champagners aufgedruckt wird.
Durch Verwendung von Naturkork als Flaschenverschluss kann es auch bei hochwertigem Champagner zu geschmacklichen Fehltönen (umgangssprachlich: „Korkton“) kommen.

### Haltbarkeit von Champagner
Wer am Champagner vor allem die Frische schätzt, wird ihn nach dem Degorgieren möglichst schnell öffnen. Champagner entwickelt sich in der Flasche aber auch nach dem Degorgieren weiter. Der Kohlensäuredruck nimmt zwar langsam ab, der Geschmack wird jedoch harmonischer und die Aromen intensiver. Einfache Champagner ohne Jahrgang erreichen ihren Höhepunkt in der Regel innerhalb von zwei Jahren. Gute Jahrgangs-Champagner können dagegen zehn Jahre und länger ausbauen. Hier gilt die Regel, dass sich ein Champagner in der Flasche umso langsamer negativ entwickelt, je länger er zuvor auf der Hefe gelegen hat. Um dem Verbraucher eine bessere Kontrolle zu geben, sind einige Erzeuger (vor allem unabhängige Winzer) dazu übergegangen, den Degorgierungszeitpunkt auf der Flasche zu vermerken. Ansonsten lässt lediglich die Form des Korkens nach dem Öffnen gewisse Schlüsse über die seit dem Degorgieren verstrichene Zeit zu.
Wie andere Schaumweine auch reagiert Champagner besonders empfindlich auf Lichteinfluss, vor allem auf Leuchtstofflampen. Er entwickelt einen sogenannten „Lichtgeschmack“, der auf der Freisetzung von Schwefelverbindungen, insbesondere Schwefelwasserstoff, beruht. Die Strahlungsenergie wird dabei vermutlich von dem im Champagner enthaltenen Riboflavin absorbiert, das dann die Abbauprozesse in Gang setzt. Bei organoleptischen Untersuchungen an Flaschen, die zwei Wochen lang in unterschiedlicher Entfernung von Leuchtstofflampen gelagert wurden, konnten Önologen die Unterschiede eindeutig feststellen.
Eine offene Champagnerflasche sollte so bald wie möglich getrunken werden. Mit einem speziellen Druckverschluss ist eine halbvolle Flasche gekühlt ca. 24 Stunden ohne große Qualitätseinbußen haltbar.

## Geschichte
Die Römer bauten als erste Weinreben in der Champagne an. Der Wein, den sie daraus herstellten, war still. Aufgrund seiner Nähe zu Paris und der Aktivitäten der Klöster in Reims und Châlons-en-Champagne blieb der Weinbau erhalten, ohne wirklich große Popularität zu erreichen.
1114 stellte der Bischof von Châlons-en-Champagne Wilhelm von Champeaux dem Abt des Benediktinerklosters Saint-Pierre-aux-Monts in Châlons eine Eigentumsurkunde über den gesamten Klostergrundbesitz aus („grande charte champenoise“), wozu auch Rebland des heutigen Anbaugebiets gehörte, u. a. Hautvillers, Cumières, Aÿ und Oger. Diese Urkunde gilt als Gründungsakte des Weinbaugebietes Champagne.
Während der Herrschaft Heinrichs IV. setzte sich in der Hauptstadt Paris der Name Vin de Champagne durch, nachdem er vorher in der anonymen Masse der Weine aus der Region rund um Paris untergegangen war. Die Bezeichnung wurde im Herkunftsgebiet anfangs nicht gern gesehen, da der Begriff Champagne (von lateinisch campania = Feld, offene Landschaft) einen unfruchtbaren Boden bezeichnet, der nur noch als Weidegrund für Schafe dient. Ungeachtet dessen gewann der Wein in der Folgezeit immer mehr Freunde an den Königshöfen Frankreichs und Englands.
Erst 1670 wurden die Weichen für den jetzt bekannten Champagner gestellt: Aus dem ursprünglich stillen Weißwein wurde ein Schaumwein. Im 17. Jahrhundert hatte man begonnen, den Wein schon im Anbaugebiet in Flaschen zu füllen, um seine Frische zu erhalten, da der Wein den Transport im Fass nicht gut überstand. Aufgrund des frühen Abfüllens gärte der Wein unbeabsichtigt in den Flaschen weiter. Hätten die Engländer diesen sprudelnden Wein nicht sehr gemocht, wäre die Flaschenabfüllung vermutlich wieder abgeschafft worden. Die Winzer jedenfalls waren von den herausspringenden Korken nicht begeistert, weil dies nennenswerte Verluste verursachte. Bis weit ins 19. Jahrhundert hinein waren Einkellerung und Vertrieb von Champagner gefahren- und verlustträchtig. Infolge unterschiedlicher Glasqualitäten und je nach Mischung unterschiedlich ablaufender Gärungsprozesse in den Flaschen explodierte ein Teil schon im Keller oder während des Transportes durch den Kohlensäureüberdruck. Die Kellermeister trugen zur Arbeitssicherheit Eisenmasken, welche sie wie mittelalterliche Folterschergen aussehen ließen. Daher war die Bezeichnung Wein des Teufels naheliegend.
Erst die Entwicklung der kontrollierten Flaschengärung machte es möglich, diesen Prozess zu beherrschen. Bereits am 17. Dezember 1662 erwähnte der englische Arzt und Gelehrte Christopher Merret in einem bei der Royal Society eingereichten Aufsatz mit dem Titel Some Observations Concerning the Ordering of Wines den gezielten Zuckerzusatz, welcher zum Ziel hatte, den Weinen Frische und Perlage zu verleihen. Wesentlich weiterentwickelt wurde die Methode vom Benediktinermönch Dom Pérignon (1638–1715), damals Cellarius der Benediktinerabtei Hautvillers. Auf ihn geht auch die Kunst des Verschnitts und des Weißkelterns roter Traubensorten zurück. Er verschloss seine Flaschen mit einem Korken, der mit Kordeln am Flaschenhals gesichert wurde. Er arbeitete damals mit dem Kellermeister Frère Jean Oudart in Saint-Pierre-aux-Monts zusammen, der als Erster eine Fülldosage eingesetzt haben soll. Die Qualität des entstehenden Weines unterlag jedoch immer noch dem Zufall. Erst durch die Untersuchungen von Louis Pasteur verstand man schließlich die Grundlagen der Gärung.
1728 wurde der Transport des Weins in Flaschen offiziell erlaubt, ein Jahr später gründete Nicolas Ruinart das älteste heute noch bestehende Champagnerhaus. Für die Familie Gosset ist zwar bereits 1584 der Handel mit Wein belegt, die Kontinuität aber nicht gesichert. Durch die Handelshäuser (z. B.: Heidsieck, Moët, Perrier-Jouët und Bollinger) kam es zu einer internationalen Vermarktung. Der Wein gewann damit den Ruf, den er heute hat. Im Gegensatz zu vielen anderen Berufszweigen haben Frauen in der Entwicklung des Champagner eine wichtige Rolle gespielt. Bekannt sind heute noch die Namen der Damen Pommery, Perrier und Clicquot.
Im Rückblick, notiert von Arno Widmann: 25. Mai 1728: Champagner: Ein königlicher Erlass Ludwigs XV. gestattet den Franzosen, Wein nicht mehr nur in Fässern, sondern auch in Flaschen zu transportieren. Dieser Erlass ist der Startschuss für einen der größten, jetzt fast dreihundert Jahre anhaltenden Exporterfolge Frankreichs. Den Winzern waren die Flaschen zunächst nicht so lieb, aber da der Wein in ihnen weitergärte und die Kundschaft – zunächst vor allem die Engländer – so begeistert von dem sprudelnden Getränk waren, war der Champagner von dem Moment an, da man lernte, die Flaschen sicher zu verschließen, ein Bombengeschäft. Das heute noch existierende Haus Ruinart wurde gleich nach dem Erlass im Jahre 1729 gegründet. Der Gründer, ein Tuchhändler, witterte eine europaweite Chance für den französischen Schaumwein. 
Bis ins 19. Jahrhundert war Champagner trübe, weil die Hefe der zweiten Gärung in der Flasche verblieb. Dann erfand 1806 Madame Clicquot („Veuve Clicquot“, heute eine Marke des Konzerns Moët Hennessy Louis Vuitton [LVMH]) zusammen mit ihrem deutschstämmigen Kellermeister Antoine Müller und mit Alfred Werlé das Rütteln und Degorgieren. Das erste Rüttelpult soll ein Küchentisch gewesen sein. 1813 wurde diese Technik in André Julliens Manuel du Sommelier erstmals erwähnt. 1884 erfand Raymond Abelé die mit einem Eisbad arbeitende Degorgiermaschine.
Im 19. Jahrhundert entwickelte sich der Champagner zu einem weltweit verbreiteten Luxusgetränk. 1804 brachte Veuve Clicquot den ersten Rosé-Champagner heraus. Um 1870 wurden die ersten Jahrgangschampagner abgefüllt. Zur Markenbildung trugen die Flaschenetiketten bei, die ab 1830 aufkamen. 1882 wurden 36 Millionen Flaschen erzeugt, von denen drei Viertel exportiert wurden. Nach Großbritannien waren die USA der größte Markt. Dem Aufschwung des 19. Jahrhunderts bereitete jedoch die Reblausinvasion ein Ende. Die Champagne wurde erst relativ spät, um 1895, von ihr erfasst. In der Folge wurden zahlreiche Weinberge aufgelassen. Auch der Rebsortenspiegel veränderte sich zugunsten der heute vorherrschenden Sorten Pinot Noir, Pinot Meunier und Chardonnay. 1908 wurde der Gebrauch des Namens Champagne per Gesetz auf Weine aus den Départements Marne und Aisne beschränkt. Nach heftigen Protesten erhielten die Winzer des Départements Aube im Jahr 1911 ihre Rechte zurück, was wiederum in der Marne zu Unruhen führte. Als Kompromiss wurde schließlich die Bezeichnung Champagne auf die Marne beschränkt, während die übrigen Gebiete bis 1927 als Champagne Deuxième Zone klassifiziert wurden. Ferner wurden 1911 alle Gemeinden auf einer Prozent-Skala (échelle des crus) eingestuft, auf deren Grundlage fortan die Traubenpreise ermittelt wurden.
Kurios ist die Tatsache, dass außerhalb der Champagne auch in der Hauptstadt Luxemburgs echter Champagner hergestellt wurde. „Es ist wohl kein Zufall, daß es gerade zu Beginn der legendären Belle Epoque war, als die Compagnie des Grands Vins de Champagne E. Mercier & Cie 1885 beschloß, einen Teil ihrer Champagnerproduktion nach Luxemburg zu verlagern. Dies aus der marktwirtschaftlichen Überlegung heraus, ihrer internationalen Kundschaft im Absatzgebiet des Deutschen Zollvereins jenen Preisvorteil zu verschaffen, der sich aus dem erheblichen Unterschied zwischen den Zollsätzen von Champagner in Fässern und jenen in Flaschen ergab.“ Wohl in Erinnerung an die luxemburgische Champagnerproduktion ist die Luxemburger Mosel das einzige Weingebiet außerhalb Frankreichs, das die Appellation „Crémant“ für Qualitätssekt mit Flaschengärung benutzen darf.
Im Jahr 1902 kam es aufgrund des heimlichen Austausches einer deutschen Schaumweinflasche gegen eine Champagnerflasche bei einer Schiffstaufe in New York zum sogenannten Champagnerkrieg, bei dem deutsche und französische Emotionen in einem Millionenprozess gipfelten.
Unter dem Ersten Weltkrieg litt die Champagne besonders stark, da sie häufig Schauplatz von Kampfhandlungen war. Dem Champagner brachen zudem mit der Russischen Revolution und der Prohibition in Amerika wichtige Exportmärkte weg. Dem besiegten Deutschland wurde im Friedensvertrag von Versailles der Schutz der Herkunftsbezeichnung Champagner auferlegt (Champagnerparagraph). Von der zugelassenen Rebfläche waren 1927 gerade 9.000 Hektar bestockt. Die Not zwang damals viele Winzer dazu, sich von den großen Häusern zu lösen und eigene Absatzwege zu suchen. So entstanden viele kleine Familienbetriebe, die noch heute existieren. Aus dieser Zeit dürfte auch der traditionell hohe gewerkschaftliche Organisationsgrad der Arbeiter in den Kellereien herrühren – die Champagne ist noch heute eine Bastion der CGT. Erst in den 1930er Jahren brachte ein steigender Absatz im Inland eine wirtschaftliche Erholung.
Seit 1936 wird in der Champagne regelmäßig am 22. Januar das Fest des hl. Vinzenz von Valencia, des Patrons der Winzer, gefeiert. Die Verehrung dieses Märtyrers der diokletianischen Christenverfolgung von 304 lässt sich bis in die Epoche der Merowinger zurückverfolgen, damals gefördert durch Childerich I. Seine Eigenschaft als Schutzpatron vieler Kirchen und als Stadtpatron von Gemeinden vor allem in den Weinbaugebieten Burgund und Champagne könnte volksetymologisch zu erklären sein aus der französischen Schreibweise des Namens Vin-cent. Auch heute noch begeht man am 22. Januar den Mittwinter und beginnt mit dem Rebschnitt.
Unter der deutschen Besetzung im Zweiten Weltkrieg wurde das Comité Interprofessionnel du Vin de Champagne gegründet, das heute als Dachverband die Produktion beaufsichtigt und die Interessen der Erzeuger vertritt. Der zunehmende Wohlstand seit 1945 brachte dem Champagner schließlich einen neuen Aufschwung, der die Produktion auf nie erreichte Höhen führte. 1999 wurde das feste Verfahren zur Ermittlung der Traubenpreise auf Grundlage der Prozent-Einstufung aller Gemeinden außer Kraft gesetzt. Der Übergang in ein neues Jahrtausend brachte 1999 einen Rekordabsatz von 327 Mio. Flaschen Champagner, der erst 2007 mit 338,7 Mio. Flaschen übertroffen wurde. Zur Erweiterung der Anbaufläche wurden in den letzten Jahren auch die nach der Reblauskrise aufgelassenen Weinberge der Côte de Sézanne und bei Vitry-le-François wieder bestockt. Eine Ausweitung des Anbaugebietes auf 357 Gemeinden ist inzwischen beschlossen. 2017 sollen dort die ersten Champagnertrauben gelesen werden.
Die Folgen der weltweiten Finanz- und Wirtschaftskrise bekam auch die Champagne zu spüren: 2008 sank der Absatz um 4,8 % auf 322,5 Millionen Flaschen, 2009 fiel er um weitere 9,1 % auf 293,3 Mio. Flaschen. Als Reaktion auf den Nachfrageeinbruch wurde die zulässige Erntemenge für 2009 auf 9700 kg Trauben je Hektar reduziert.
Das Comité Interprofessionnel du Vin de Champagne hat bei den zuständigen Ministerien in Paris beantragt, die Weinlandschaft des Champagners (Paysages du Champagne) in die Liste des UNESCO-Welterbes aufzunehmen; dadurch soll das einmalige Ensemble verschiedenartiger Weinbauflächen und der in Kreidefels gegrabenen Keller gewürdigt und in seinem Bestand geschützt werden.
Im Juli 2010 wurde von schwedischen Tauchern in der Ostsee ein Schiffswrack gefunden, das ungefähr 30 Flaschen Champagner an Bord hatte. Erste Hinweise deuteten auf das Haus Veuve Cliquot und die 1780er Jahre, weitere Untersuchungen führten aber in das erste Drittel des 19. Jahrhunderts und zum nicht mehr existierenden Hause Juglar.

## Wirtschaft

### Champagnerproduktion heute
Pro Jahr werden ungefähr 2,7 Millionen hl Wein, also etwa 385 Millionen Flaschen hergestellt. Aufgrund der langen Gärzeit in der Flasche lagert Schätzungen zufolge das Äquivalent von 1,5 Milliarden Flaschen in den Kellern der Hersteller und Handelshäuser. Der jährliche Umsatz der Branche beträgt etwa 4 Mrd. € und wuchs bis 2007 mit einer Jahresrate von 4 bis 5 %. Den größten Anteil des Champagners verkaufen die Handelshäuser mit 67,4 %, gefolgt von selbstvermarktenden Winzern (23,5 %) und Winzergenossenschaften (Coopératives) (9,1 %). Größter Einzelerzeuger ist mit 62,2 Millionen Flaschen der LVMH-Konzern mit den Marken Moët & Chandon, Veuve Clicquot, Krug, Ruinart, Dom Pérignon und Mercier. Kleinere börsennotierte Handelshäuser mit Umsätzen zwischen 240 und 360 Millionen € sind Laurent-Perrier, Boizel Chanoine und Vranken-Pommery Monopole. 2022 gab es 370 Handelshäuser (französisch: maison), 130 Winzergenossenschaften und 16.200 Einzelerzeuger.
Mit ungefähr 55 % der Abnahmemenge blieb Frankreich auch im Boomjahr 2007 der größte Abnehmer. 25 % gingen in die übrigen EU-Länder, und 15 % wurden in den Rest der Welt ausgeführt. Die größten Abnehmerländer waren Großbritannien (39,0 Millionen Flaschen), die USA (21,7 Millionen), Deutschland (12,9 Millionen), Italien (10,3 Millionen), Belgien (9,9 Millionen) und Japan (9,2 Millionen). Wachsende Bedeutung genießen Russland und China. Überraschen mögen die 980.000 in die Vereinigten Arabischen Emirate exportierten Flaschen, diese werden jedoch in das übrige Afrika weiterexportiert oder in den Luftfahrtgesellschaften und Luxushotels ausgeschenkt.
Der Einbruch 2008 bis 2009 betraf vor allem die Exportmärkte. Der Anteil Frankreichs stieg wieder auf 61,7 %. In die Europäische Union gingen 24,1 %, in die übrige Welt 14,2 %.
Ab den 2010er Jahren begannen die großen Marken, Jahrgangs- und Lagenweine zu produzieren. Im Gegensatz zur Assemblage will man nicht einen einheitlichen Champagner über Jahre hinweg erzeugen, sondern den Geschmack eines ganz bestimmten Jahrgangs bzw. einer Lage (französisch: Lieu-dit) betonen. Dies ist auch möglich geworden, da in den letzten Jahren keine wirklich schlechten Jahrgänge mehr aufgetreten sind, z. T. auch dank der Klimaerwärmung, die Trauben reifen jedes Jahr aus.

### Champagner in Zeiten des Klimawandels
Durch den Klimawandel haben sich die Anbaugrenzen für Weine deutlich gen Norden verschoben. War die Champagne vor Beginn des menschgemachten Klimawandels noch ideal für die Herstellung von Champagner geeignet, so liegt diese nun deutlich zu weit südlich, ist zu warm und zu trocken. Die Pflanzen wachsen und reifen dadurch allzu früh, so dass sie nicht mehr gut vor dem Frühlingsfrost geschützt sind. Auch die Ernte beginnt nun früher. Folgen dieser Veränderung sind ein sinkender Säuregehalt und eine verminderte Frische des Grundweins. Da aufgrund der geschützten Herkunftsbezeichnung ein Umzug in nun geeignetere Anbaugebiete, etwa ins Vereinigte Königreich oder nach Skandinavien ausscheidet, sind Anpassungen bei der Herstellung nötig. So haben Produzenten begonnen, Champagner in Magnumflaschen mit Naturkorken zu lagern, Böden mit Stroh zu bedecken, mit anderen Wein- und Hefesorten zu experimentieren oder auf malolaktische Gärung umzusteigen. Dennoch ist davon auszugehen, dass aufgrund des Klimawandels um 2070 kein Champagneranbau in der Champagne mehr möglich sein wird.

### Champagnertrauben als Handelsgut
Die großen Champagnerhäuser besitzen nur etwa 10 % der Anbaufläche des Champagners, stellen aber zwei Drittel der Absatzmenge. Den größten Teil ihrer Trauben müssen sie daher zukaufen. Diese kommen von den über 14.000 Winzern der Champagne, die teilweise weniger als einen Hektar Rebfläche besitzen und die Traubenerzeugung teilweise nur im Nebenberuf ausüben. Während der Ernte Anfang Oktober kaufen die Champagnerhäuser oder eine der Winzergenossenschaften die Trauben der Kleinwinzer. Bis 1999 wurden die Traubenpreise nach einem festen Schema ermittelt: Von den Courtiers wurde ein Richtpreis pro Kilogramm ausgehandelt, der ungefähr bei 30 % des Preises einer Flasche Champagner lag. Je nach Qualitätspotenzial seiner Rebflächen bekam der Winzer für die Trauben einen festen Prozentsatz des Richtpreises. Diese Einstufung der Lagen folgte Erfahrungswerten und wurde nach den Unruhen von 1911 zum ersten Mal schriftlich fixiert. 100 % wurden nur für Trauben aus den am höchsten eingestuften Gemeinden, den sogenannten Grands Crus, gezahlt. Die Skala begann ursprünglich bei 22,5 %, der Eingangswert wurde mehrmals angehoben auf schließlich 80 %. 1999 wurde dieses Verfahren jedoch außer Kraft gesetzt, was einen weiteren Anstieg der Traubenpreise zur Folge hatte. 2006 kostete ein Kilogramm Trauben von Grand Crus 6,20 € gegenüber 4 € im Jahr 2000. Trauben aus durchschnittlichen Lagen wurden 2006 zwischen 4,50 und 5,– € pro kg gehandelt. Aufgrund der hohen Nachfrage nach Champagner sitzen die Weinbauern zurzeit am längeren Hebel. Die großen Champagnerhäuser reagieren darauf, indem sie zunehmend Weinberge aufkaufen. Inzwischen hat der Preis für einen Hektar Grand-Cru-Lage die Marke von einer Million Euro überschritten.

### Markenschutz

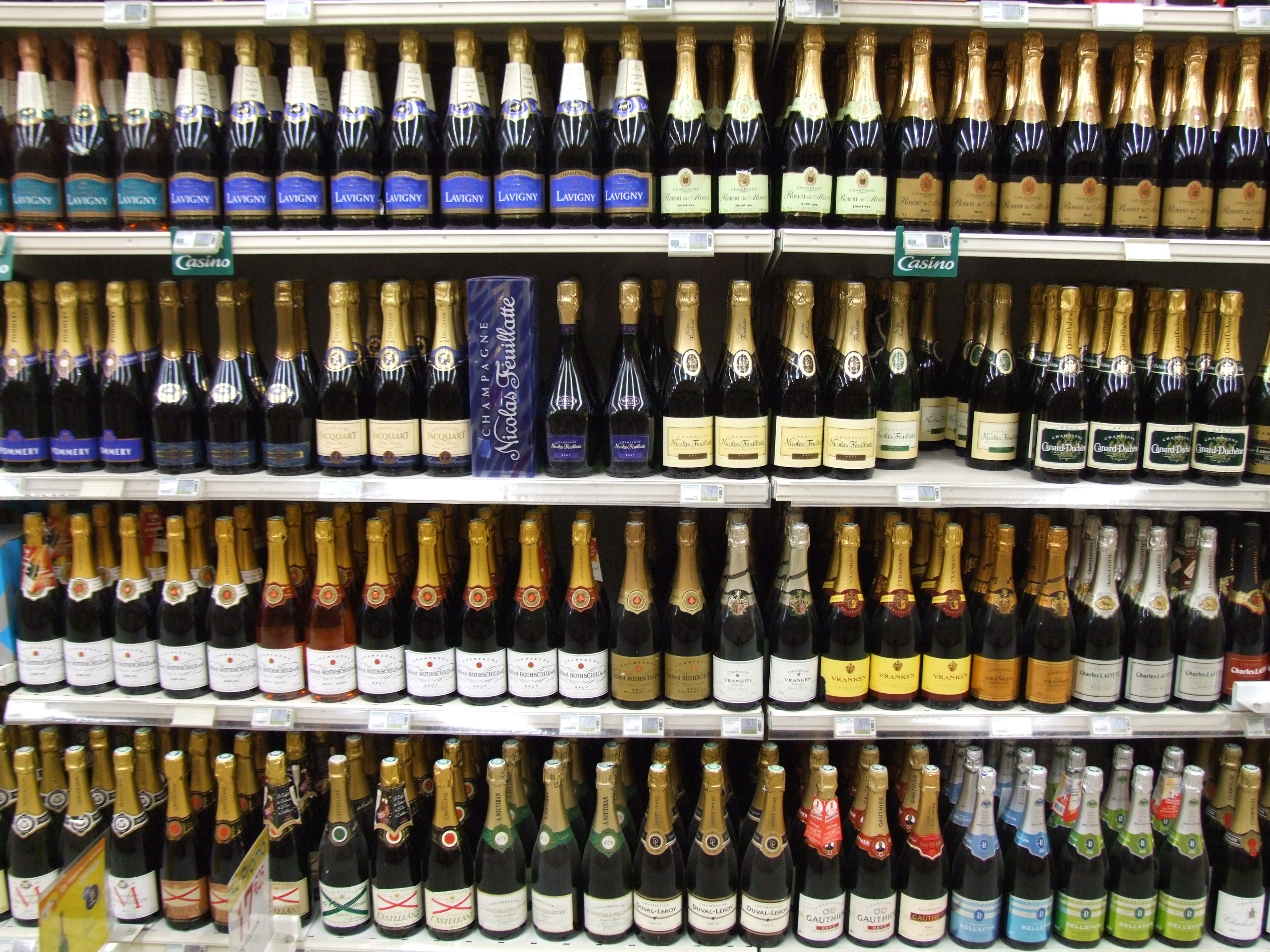
Gut sortiertes Champagner-Regal eines französischen Supermarktes

Aufgrund des EU-Markenrechts darf in Deutschland hergestellter Sekt in Flaschengärung nicht Champagner genannt werden, da dies mit der Herkunft der Trauben verbunden ist. Gleiches gilt auch für alle Schaumweine weltweit.
War bis Anfang der 1990er Jahre zumindest noch der Ausdruck méthode champenoise auf dem Etikett eines Schaumweins mit Flaschengärung erlaubt, ist seitdem jeglicher Ausdruck, der an Champagner erinnert, verboten. In Frankreich wurde daher die Kategorie des Crémant eingeführt.
Das Europäische Gericht erster Instanz in Luxemburg (EuGH) hatte sich damit zu befassen, ob dies auch für Stillweine aus dem Schweizer Ort Champagne gelten soll (Rechtssache T-212/02 des EuGH). Ein Qualitätsurteil ist damit nicht verbunden. Die dortigen Winzer benannten bisher ihren Stillwein Vin de Champagne. Der Wein musste aufgrund des Urteils in Libre-Champ umbenannt werden.
Aus demselben Grund hat nun auch eine Bäckerei im gleichen Ort Rechtsstreitigkeiten mit den französischen Weinbauern bekommen. Das Aperitif-Gebäck „Flûte de Champagne“, welches seit 1934 unter diesem Namen produziert und in Frankreich unter dem Namen „Recette de Champagne“ (=  Rezept aus der Champagne). vertrieben wird, würde die Ursprungsbezeichnung des Weines verwässern.
Auch der Sekthersteller Schlumberger aus Österreich darf nicht mehr damit werben, dass sein Sekt nach der Champagner-Methode produziert wird, und muss die Etiketten jetzt mit „Méthode traditionnelle“ beschriften.
Im Jahr 2002 hat der Bundesgerichtshof klargestellt, dass selbst die bloße Bezugnahme auf die dem Champagner allgemein zugeschriebene Qualität zur Bewerbung völlig anderer Artikel das Markenrecht der Champagnerhersteller verletzt. Ein Elektronik-Großmarkt hatte seine Waren mit dem Werbespruch „Champagner bekommen, Sekt bezahlen“ angepriesen.
„Schampus“ ist die umgangssprachliche Bezeichnung für Schaumweine im Allgemeinen, also für Sekt und Champagner.

### Champagner in Deutschland
Im Jahr 2022 wurden nach Angaben des Deutschen Weininstituts 95.000 hl Champagner aus Frankreich eingeführt. Dies ist eine Zunahme um 2,3 % gegenüber dem Vorjahr. Die Nachfrage nach Champagner ist heute deutlich geringer als in den 1990er Jahren. Die Einfuhren von Champagner erreichten im Jahr 1997 mit 13,6 Millionen l ihren Höchststand.

## Herstellerklassifikation

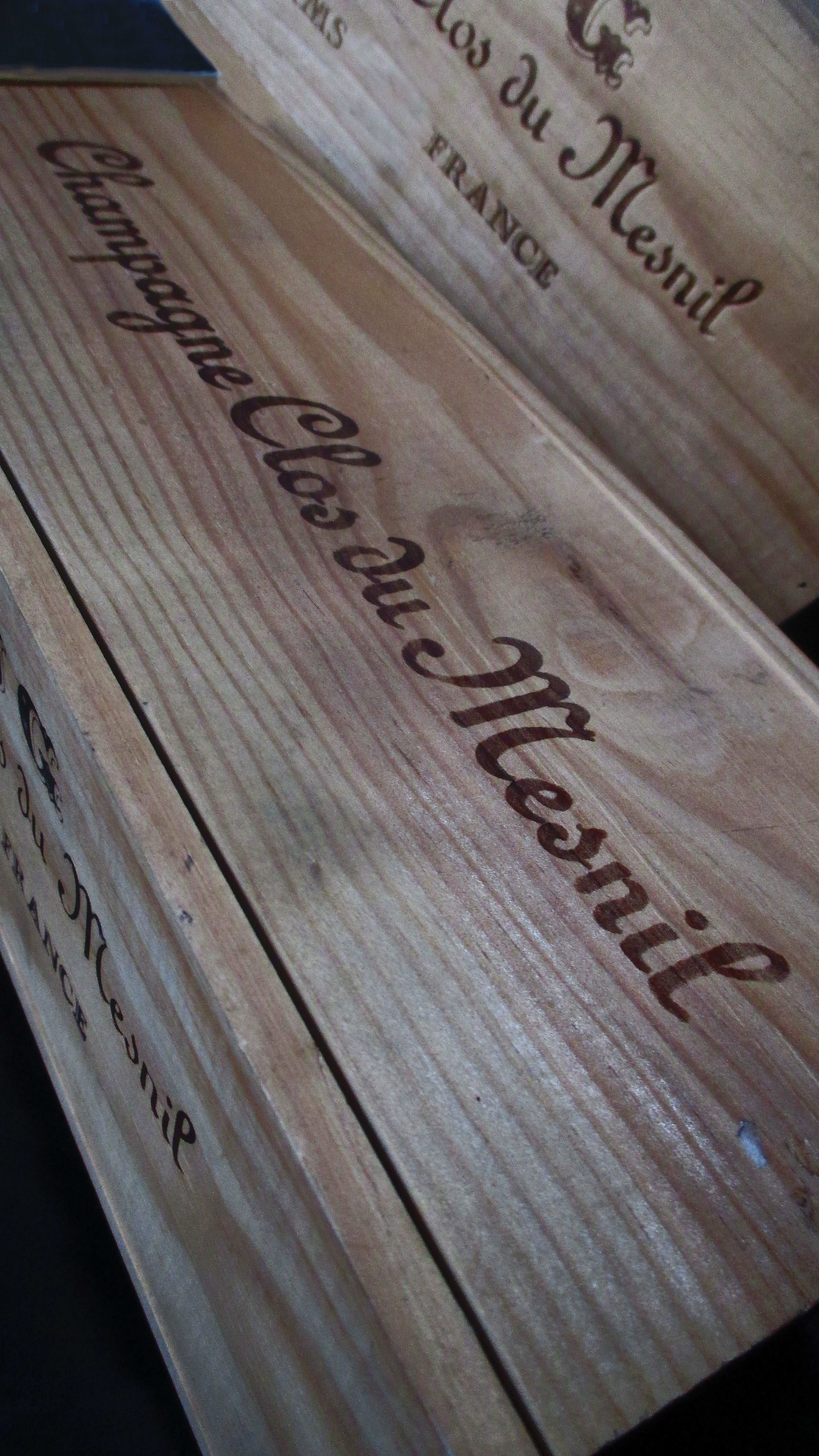
KRUG – Jahrgangs Champagner in Holzverpackung – 1982 und 1983

Größere Winzer, Genossenschaften oder Champagner-Häuser bieten in der Regel mehrere Sorten an, meist als Brut oder Demi Sec dosiert und in verschiedenen Flaschenformaten abgefüllt. Viele kleine Winzer überlassen zwar den Genossenschaften ihre Trauben für die Champagnerherstellung, wollen aber nicht auf die eigene Champagnermarke verzichten. Die Genossenschaften stellen unterschiedliche Champagner her, die auf einer Verkostung von allen Traubenlieferanten probiert werden. Die Winzer kaufen dann der Genossenschaft einen Champagner ihrer Wahl ab und vermarkten diesen unter eigenem Namen. Daher stehen nur wenige Großbetriebe hinter den mehr als 15.000 verschiedenen Champagnersorten. Auf dem Etikett finden sich Kürzel, die auf die jeweilige Herkunft aufmerksam machen:
- NM: Négociant manipulant. Handelshaus, das den Champagner ausbaut und selbst vermarktet. In der Regel besitzen die Handelshäuser eigene Weinberge, kaufen jedoch in erheblichen Umfang Traubenmaterial zu.
- RM: Récoltant manipulant. Auf diese Weise werden die kleinen Winzerbetriebe benannt, die den Champagner (also das eigene Traubenmaterial) selbst ausbauen und vermarkten.
- CM: Coopérative de manipulation. Genossenschaft, die das Traubenmaterial ihrer Mitglieder ausbaut und vermarktet.
- RC: Récoltant coopérateur. Ein Weinbauer, der sein Traubenmaterial einer Genossenschaft zum Ausbau überlässt und die eigenen Flaschen zwecks Vermarktung seiner eigenen Champagnermarke zurückerhält.
- ND: Négociant distributeur. Handelshaus, das fertig ausgebauten Champagner aufkauft und unter eigener Marke vertreibt.
- MA: Marque d’acheteur. Großabnehmer, der ein Handelshaus bittet, den Champagner mit dem Etikett seiner eigenen Marke zu versehen. Es handelt sich in der Regel nicht um einfache Qualitäten, sondern die Zweitmarke des Handelshauses. MA wird auch oft mit maison auxilliar bezeichnet.

### Das Etikett eines Champagners
Das Etikett der Champagnerflasche (étiquette) enthält die wichtigsten, zum größten Teil gesetzlich vorgeschriebenen und regelmäßig kontrollierten Mindestangaben, insbesondere:
- „Champagne“: auch diese Kurzbezeichnung genießt den gesetzlichen Markenschutz der AOC,
- Markenname und Adresse des Herstellers (Winzer, Genossenschaft oder Champagnerhaus),
- Flascheninhalt (volume nominal), z. B. 0,75 L sowie
- Alkoholgehalt (titre alcoométrique volumique) in der Regel 12 Vol.-%.

Außerdem kann auf dem Etikett vermerkt werden:
- Zuckergehalt durch die Bezeichnungen brut (wirklich trocken), dry oder sec sowie demi-sec (eher lieblich) und so weiter,
- tradition:  häufig verwendete Bezeichnung für Champagner der Standardqualität,
- cuvée:  nur aus Weinen der ersten Pressung hergestellt,
- réserve:  Champagner, der mit älteren Jahrgängen derselben Lage vermischt worden ist, in der Regel Bezeichnung für eine gehobene Qualitätsstufe
- cuvée prestige oder cuvée spéciale:  Spitzenerzeugnis dieses Herstellers,
- millésime:  mit der Angabe des Erntejahrgangs,
- blanc de blancs:  ausschließlich aus weißen Chardonnay-Trauben hergestellt,
- blanc de noirs:  nur aus roten Trauben (Pinot Noir oder Pinot Meunier) hergestellt,
- rosé:  aus Rosé-Grundweinen hergestellter Champagner,
- Grand Cru oder Premier Cru, sofern die Voraussetzungen vorliegen.

Einige Hersteller versehen die Champagnerflaschen zusätzlich mit einem Rückenetikett (contre-étiquette), um darauf hinzuweisen, welche Rebsorten verwendet worden sind, an welchem Tag degorgiert worden ist oder zu welchen Speisen dieser Champagner gut passt.

### Die wichtigsten Champagnerhäuser und ihre Prestige-Champagner
| Haus                     | Gründungsjahr                         | Ort                    | Cuvée de prestige | Jahrgänge         | Gruppe                                                 |
| ------------------------ | ------------------------------------- | ---------------------- | --- | ----------------- | ------------------------------------------------------ |
| Henri Abelé              | 1757                                  | Reims                  | Sourire de Reims | –                 | Freixenet Spanien                                      |
| Alfred Gratien           | 1864                                  | Épernay                | Cuvée Paradis | ja                | Henkell & Co. Sektkellerei KG                          |
| AR Lenoble               | 1920                                  | Damery                 | Cuvée Gentilhomme Cuvée Les Aventures                                                                                                  | ja nein           | unabhängig                                             |
| Ayala                    | 1860                                  | Aÿ                     | Grande Cuvée | ja                | Bollinger                                              |
| Bauget-Jouette           | 1822                                  | Épernay                | Cuvée Jouette/ | nein              | Familiär geführtes Haus mit rd. 150.000 Flaschen p. a. |
| Beaumet/Jeanmaire        | 1878                                  | Épernay                | Cuvée Malakoff/ Cuvée Elysée | ja                | Laurent-Perrier                                        |
| Beaumont des Crayères    | 1953                                  | Mardeuil               | Nostalgie | jahrgangsabhängig | Genossenschaft mit 240 angeschlossenen Winzern         |
| Besserat de Bellefon     | 1843                                  | Épernay                | Cuvée des Moines | –                 | Groupe Boizel Chanoine Champagne                       |
| Billecart-Salmon         | 1818                                  | Mareuil-sur-Ay         | Grande Cuvée | ja                | unabhängig                                             |
| Binet                    | 1849                                  | Rilly-la-Montagne      | Cuvée Sélection | ja                | Groupe Binet, Prin et Collery                          |
| Château de Bligny        | 1911                                  | Bligny (Aube)          | Cuvée Jahr 2000 | ja                | Groupe G. H. Martel & Co.                              |
| Chartogne Taillet        | 1515                                  | Reims                  | Fiacre | ja                | unabhängig                                             |
| Henri Blin et Cie        | 1947                                  | Vincelles              | Cuvée Jahr 2000 | ja                | Kooperative mit 31 angeschlossenen Winzern             |
| Bollinger                | 1829                                  | Aÿ                     | Vieilles Vignes Françaises | ja                | unabhängig                                             |
| Bollinger                | 1829                                  | Aÿ                     | La Grande Année, (R. D. – Récemment Dégorgé, ist die Bezeichnung für die „Œnothèque“ von Bollinger, also die Krönung der Grande Année) | ja                | unabhängig                                             |
| Boizel                   | 1834                                  | Épernay                | Joyau de France | ja                | Boizel Chanoine Champagne                              |
| Ferdinand Bonnet         | 1922                                  | Oger                   | – | –                 | Groupe Rémy Cointreau                                  |
| Raymond Boulard          | 1952                                  | La-Neuville-aux-Larris | Vieilles Vignes | –                 | unabhängig                                             |
| Canard-Duchêne           | 1868                                  | Ludes                  | Grande Cuvée Charles VII | –                 | Alain Thiénot                                          |
| De Castellane            | 1895                                  | Épernay                | Commodore | ja                | Laurent-Perrier                                        |
| Cattier                  | 1918                                  | Chigny-les-Roses       | Clos du Moulin/ Armand de Brignac | –                 | unabhängig                                             |
| Charles de Cazanove      | 1811                                  | Reims                  | Stradivarius | –                 | Groupe Rapeneau                                        |
| Chanoine Frères          | 1730                                  | Reims                  | gamme Tsarine | jahrgangsabhängig | Boizel Chanoine Champagne                              |
| Deutz                    | 1838                                  | Aÿ                     | Amour de Deutz, Cuvée William Deutz | ja                | Louis Rœderer                                          |
| Drappier                 | 1808                                  | Urville                | Grande Sendrée | ja                | Familienunternehmen                                    |
| Duval-Leroy              | 1859                                  | Vertus                 | Femme de Champagne | jahrgangsabhängig | unabhängig                                             |
| Gauthier                 | 1858                                  | Épernay                | Grande Réserve Brut | –                 | Boizel Chanoine Champagne                              |
| Paul Goerg               | 1950                                  | Vertus                 | Cuvée Lady C. | ja                | –                                                      |
| Gosset                   | 1584                                  | Aÿ                     | Celebris | ja                | Rémy Cointreau                                         |
| Heidsieck & Co. Monopole | 1785                                  | Épernay                | Diamant Bleu | ja                | Vranken-Pommery Monopole                               |
| Charles Heidsieck        | 1851                                  | Reims                  | Blanc des Millénaires | ja                | Rémy Cointreau                                         |
| Henriot                  | 1808                                  | Reims                  | Cuvée des Enchanteleurs | ja                | unabhängig                                             |
| Krug                     | 1843                                  | Reims                  | Name jahrgangsabhängig | ja                | LVMH                                                   |
| Krug                     | 1843                                  | Reims                  | Clos du Mesnil, Clos d’Ambonnay | jahrgangsabhängig | LVMH                                                   |
| Charles Lafitte          | 1848                                  | Épernay                | Orgueil de France | jahrgangsabhängig | Vranken-Pommery Monopole                               |
| Lanson                   | 1760                                  | Reims                  | Noble Cuvée | ja                | Boizel Chanoine Champagne                              |
| Larmandier-Bernier       | 1956                                  | Vertus                 | Vieille Vigne de Cramant | ja                | familiengeführtes Champagnerhaus                       |
| Laurent-Perrier          | 1812                                  | Tours-sur-Marne        | Grand Siècle „La Cuvée“ | –                 | Laurent-Perrier                                        |
| Mercier                  | 1858                                  | Épernay                | Vendange | ja                | LVMH                                                   |
| Moët & Chandon           | 1743                                  | Épernay                | Dom Pérignon | ja                | LVMH                                                   |
| G. H. Mumm               | 1827                                  | Reims                  | Mumm de Cramant | –                 | Pernod Ricard                                          |
| Bruno Paillard           | 1981                                  | Reims                  | N. P. U. (Nec Plus Ultra) | ja                | unabhängig                                             |
| Perrier-Jouët            | 1811                                  | Épernay                | Belle Époque | ja                | Pernod Ricard                                          |
| Philipponnat             | 1910                                  | Mareuil-sur-Ay         | Clos des Goisses | jahrgangsabhängig | Boizel Chanoine Champagne                              |
| Piper-Heidsieck          | 1785                                  | Reims                  | Rare | –                 | Rémy Cointreau                                         |
| Pommery                  | 1836                                  | Reims                  | Cuvée Louise | ja                | Vranken-Pommery Monopole                               |
| Robert Moncuit           | 1889                                  | Le Mesnil-sur-Oger     | Cuvée réservée brut, Cuvée réservée extra brut, Grande Cuvée Grand Cru Blanc de Blancs                                                 | nein              | unabhängig                                             |
| Louis Rœderer            | 1776                                  | Reims                  | Cristal | ja                | unabhängig                                             |
| Pol Roger                | 1849                                  | Épernay                | Winston Churchill | ja                | unabhängig                                             |
| Ruinart                  | 1729 ältester noch aktiver Hersteller | Reims                  | Dom Ruinart | ja                | LVMH                                                   |
| Salon                    | 1921                                  | Le Mesnil-sur-Oger     | S | ja                | Laurent-Perrier                                        |
| Marie Stuart             | 1867                                  | Reims                  | Cuvée de la Sommelière | –                 | Alain Thiénot                                          |
| Marie Stuart             | 1867                                  | Reims                  | Brut Millésimé | ja                | Alain Thiénot                                          |
| Taittinger               | 1734                                  | Reims                  | Comtes de Champagne | ja                | Taittinger                                             |
| Thiénot                  | 1985                                  | Reims                  | Grande Cuvée | ja                | Alain Thiénot                                          |
| Thiénot                  | 1985                                  | Reims                  | Cuvée Stanislas | –                 | Alain Thiénot                                          |
| de Venoge                | 1837                                  | Épernay                | Grand Vin des Princes | ja                | Boizel Chanoine Champagne                              |
| Veuve Clicquot Ponsardin | 1772                                  | Reims                  | La Grande Dame | ja                | LVMH                                                   |
| Vranken                  | 1979                                  | Épernay                | Demoiselle gefolgt von jahrgangsabhängigem Namen                                                                                       | jahrgangsabhängig | Vranken-Pommery Monopole                               |
| Comte de Rougé           | 2015                                  | Janvry                 | Grande Réserve | nein              | familiengeführtes Champagnerhaus                       |